# 平野拓夫
平野 拓夫（ひらの たくお、Takuo Hirano、1930年9月15日 - ）は1953年に東京藝術大学美術学部工芸科卒業後、特許庁審査官在職中にグッド デザイン商品選定(Gマーク)制度を提案、1957年の創設にて中心的役割を果たした。1970年には、株式会社平野拓夫デザイン設計事務所(現：平野デザイン設計)を設立。現在は名誉会長。また、金沢美術工芸大学、多摩美術大学、清華大学(北京)各校名誉教授、金沢工業大学客員教授など、デザインの教育機関にて要職を務めている。日本造船学会シップ・オブ・ザ・イヤー選定委員

## 経歴
1930年9月15日に北海道にて生まれ、北海道函館中部高校卒業後、東京芸術大学 美術学部工芸科へ進学。1953年に卒業し、通商産業省特許庁に審査官として勤務した。1955年から、産業や教育に対してデザインを導入するため、白洲次郎から依頼され、日本人としてデザイン領域では初めての日本政府選衡海外派遣留学生となる。米国のArt Center College of Designに派遣され、プロダクトデザイン、トランスポーテーションデザイン及びパッケージングデザイン等を学び、2年後に帰国した。この経験を活かし、1957年に日本における最初のデザイン賞制度、グッドデザイン商品選定(Gマーク)制度の立ち上げに中心人物として関与した。翌1958年からは、東京芸術大学、金沢美術工芸大学、女子美術大学で日本で初めて工業デザイン教育を実現。同時に、アワーデザインスクール(1960年：株式会社アワーデザインスタジオ)を設立し、すでに社会で活動しているデザイナーの再教育にも力を入れた。1970年には、株式会社平野拓夫デザイン設計事務所(現：平野デザイン設計)を設立し、実務としてのデザイン活動を行う。主な領域は、 マーク・ロゴタイプなどのグラフィックデザインから、建築などまで、広範囲に及んだ。工業製品のデザインや商品デザインを、CIなど含めた企業経営戦略として実施し、そこから、デザインマネージメント、コーディネートまで、デザインという業務の幅を広げたことも大きな功績の一つである。自身が立ち上げに尽力したGマーク制度では、審査員長・審査委員としても関与し、その国際化(米国・オーストラリア・中国など)にも携わった。2025年(令和7年)4月23日、94歳で逝去した。

## 主な作品
- キングジム - ｢Gファイルのデザイン｣
- 最高裁判所 - ｢インテリアデザイン・インテリアプロダクトデザイン｣
- ホテルオークラ - ｢ロゴタイプ｣
- 日立製作所 - ｢大型コンプレッサーの40%コストダウンのためのデザイン｣
- 日立製作所 - ｢世界初の半導体無人化工場(武蔵工場)の計画、提案｣
- ブラザー - ｢ロゴタイプとVI開発｣
- コマツ - ｢ミニホイールローダー｣
- コマツ - ｢ラフテレンクレーン｣
- 茨城県 - ｢シーサイド公園計画｣
- ボーイング - 787型機のインテリアデザイン及びプロダクトデザイン

（）

## 受賞
- 平成４年度 デザイン功労者表彰受賞（通商産業大臣表彰）	受賞
- 平成19年度　叙勲瑞宝中綬章（内閣府）	受章[6]
- ドイツiFデザイン賞 受賞 5点
- アメリカIR100賞 受賞
- オランダグッドデザイン賞 受賞
- Gマーク受賞187点(内、金賞5点)

## 教職
- 金沢美術工芸大学 名誉教授（金沢美術工芸大学 元学長）
- 多摩美術大学 名誉教授
- 清華大学（北京） 名誉教授
- 金沢工業大学　客員教授
- 金沢美術工芸大学　客員教授

## 理事・委員・顧問
- 通商産業省グッドデザイン賞審議委員会 委員
- グッドデザイン	選定審議委員
- 日本電信電話株式会社 顧問
- 東日本電信電話株式会社(NTT東日本） 顧問
- 日本造船学会シップ･オブ･ザ･イヤー 選定委員長